# NGC 6074-1
NGC 6074-1 في الفهرس العام الجديد، هي مجرة، تقع في كوكبة الجاثي. اكتشفت في 21 يونيو 1874 بواسطة إدوارد ستيفان.

## روابط خارجية
- NGC 6074-1 على موقع ويكي سكاي: DSS2, SDSS, GALEX, IRAS, Hydrogen α, X-Ray, Astrophoto, Sky Map, Articles and images